# 動脈管
動脈管（どうみゃくかん、羅: ductus arteriosus）またはボタロー管（羅: ductus Botalli）とは、胎児期において肺動脈と大動脈とを繋ぐ血管であり、胎児循環において静脈管（ductus venosus、胎盤からの静脈血を大静脈に送り込む静脈） 、卵円孔とともに重要な役割を果たす。

## 動脈管の閉鎖
胎児期の循環において、右心室から駆出された血液の大半は、肺を通過せず肺動脈に入る手前の動脈管を介して大動脈弓から下行大動脈へと流入している（右左シャント）。これは胎児の肺血管抵抗が高く、一方で体血管抵抗が低いことによる。
出生直後呼吸し肺胞が膨張することで肺血管抵抗は急激に低下し、一方で体血管抵抗は上昇する。このため出生直後の動脈管は、一時的に大動脈から肺動脈へと左右シャントになるが、酸素分圧が40～50mmHg以上になると動脈管の血管内膜収縮が発生し、10～15時間で血流が途絶え機能閉鎖、その後内膜の増殖で2～3週間で解剖学的にも閉鎖され、最終的には動脈管索という構造物のみ残される。

## 動脈管開存
これに対して出生後一定時間経過後も動脈管が閉鎖しないまま残った状態というのは異常であり、この状態のことを動脈管開存（patent ductus arteriosus）と呼ぶ。こうなると、血圧の高い大動脈から、血圧の低い肺動脈へと血液が流れ込む。この流量が多い場合は、心不全や肺鬱血などをきたしやすく、命に関わることもある他、流量が少なくてもこの部位が感染性動脈内膜炎をおこしやすいので、通常は開存部分が細い場合は閉鎖作用のあるインドメタシンやイブプロフェンを投与し、それではふさがらない太さでもカテーテルのコイル塞栓や直接外部から結紮するなどして閉鎖させる手術を行う。